# MeRA25
MeRA25, řecky ΜέΡΑ25, je levicová politická strana v Řecku založená v roce 2018. V předčasných parlamentních volbách v roce 2019 získala strana 3,44 % hlasů a 9 mandátů v Helénském parlamentu. Skončila v opozici.

## Volební výsledky

### Parlamentní volby
| Volby | Voličů  | %    | Mandátů | Pozice  |
| ----- | ------- | ---- | ------- | ------- |
| 2019  | 194 232 | 3,44 | 9       | opozice |

### Volby do Evropského parlamentu
| Volby | Voličů  | %    | Mandátů | Frakce |
| ----- | ------- | ---- | ------- | ------ |
| 2019  | 162 328 | 2,99 | 0       | -      |